# Mohamed Ould Ghazouani
Mohamed Ould Cheikh Mohamed Ahmed Ould Ghazouani (Boumdeid, 31 dicembre 1956) è un generale e politico mauritano, Presidente della Mauritania dal 2019 e rieletto nel 2024.
Ex generale-direttore della Sicurezza nazionale ed ex capo di Stato maggiore delle Forze armate della Mauritania (2008-2018), Ghazouani ha ricoperto anche l'incarico di ministro della Difesa della Mauritania dall'ottobre 2018 al marzo 2019. All'epoca stretto alleato del suo predecessore Mohamed Ould Abdel Aziz, è stato eletto presidente della Mauritania il 22 giugno 2019 a seguito delle elezioni presidenziali del 2019. La sua vittoria alle elezioni presidenziali del 2019 è stata presentata come la prima transizione pacifica del potere del Paese dall'indipendenza.
Ghazouani ha supervisionato un periodo di relativa stabilità in Mauritania. Ha lavorato per migliorare la sicurezza sociale e combattere la corruzione, compreso l'arresto del suo predecessore. Ghazouani ha inoltre svolto un ruolo cruciale nell'eliminazione della violenza jihadista, nella modernizzazione dell'esercito e nel dialogo con le comunità e i gruppi islamisti.

## Biografia
Si è arruolato nell'esercito mauritano alla fine degli anni Settanta. Ha proseguito la sua formazione come ufficiale presso l'Accademia militare reale di Meknes, in Marocco. Ha conseguito un baccalaureato, un master in amministrazione e scienze militari e ha completato diversi certificati e corsi di addestramento alla guerra.
Ghazouani è stato aiutante di campo del presidente Maaouya Ould Sid'Ahmed Taya dal 1987 al 1991.
Ghazouani è stato alleato dell'ex presidente Mohamed Ould Abdel Aziz, è stato suo partner nel rovesciamento del presidente Sidi Ould Cheikh Abdallahi nel 2008 ed è stato membro della giunta militare che ha spodestato l'ex presidente Maaouya Ould Sid'Ahmed Taya nel 2005.
Nell'ottobre 2018, il presidente Mohamed Ould Abdel Aziz ha nominato Ghazouani ministro della Difesa della Mauritania.
Il 1° marzo 2019 Ghazouani ha annunciato la sua candidatura alla presidenza, cercando di sostituire Abdel Aziz. Il 15 marzo si è dimesso da ministro della Difesa per perseguire le sue ambizioni presidenziali.
Il 22 giugno 2019, Ghazouani è diventato presidente eletto della Mauritania dopo aver vinto le elezioni contro altri cinque candidati. Il 1° agosto 2019 ha prestato ufficialmente giuramento come 9° presidente della Mauritania.
Poco dopo il giuramento, i suoi rapporti con l'ex presidente Mohamed Ould Abdel Aziz sono peggiorati, a causa di rivelazioni su una cattiva gestione finanziaria dell'ex presidente. Nell'agosto 2020 è stata aperta un'indagine parlamentare sulle attività di Aziz, che è stato ufficialmente condannato nel dicembre 2023. Aziz ha affermato che Ghazouani aveva dato all'ex presidente due grandi borse piene di sette milioni di euro dopo essere stato eletto.
Come ministro della Difesa e presidente, Ghazouani ha contribuito in modo significativo a sconfiggere al-Qaeda nel Maghreb, che aveva compiuto attacchi mortali in Mauritania dal 2005 al 2011. I suoi sforzi, tra cui la sensibilizzazione della comunità, la mediazione con i gruppi islamisti e gli aggiornamenti militari, sono stati considerati efficaci contro i militanti jihadisti armati.
In politica estera si è contraddistinto per una linea diplomatica pacata con i partner internazionali e si è affermato come partner privilegiato dell'Occidente nella lotta al terrorismo nel Sahel, dove la Mauritania continua a essere un esempio di stabilità nella regione.
Ghazouani sta portando avanti importanti progressi sociali, creando un'assicurazione sanitaria universale per i mauritani con redditi bassi.
Nell'aprile 2024 Ghazouani ha annunciato la sua candidatura alle elezioni presidenziali del 2024, di cui era considerato il chiaro favorito.
Il 1° luglio 2024 è stato rieletto con il 56,1% dei voti al primo turno. Il 1° agosto successivo ha prestato giuramento per un secondo mandato.

### Vita privata
Ghazouani proviene da una stirpe musulmana sufi. Appartiene alla ricca e influente tribù degli Ideiboussat. È nipote di uno studioso e fondatore della confraternita Ghouzhf.
Si definisce un musulmano attaccato ai valori dell'Islam e del rito malikita, che si riflette nell'ancoraggio di valori come la moderazione, l'abnegazione, l'umiltà e il senso di condivisione e solidarietà.
Mohamed Ould Ghazouani è sposato con Mariem Mint Mohamed Fadel Ould Dah, dottore in chirurgia dentale dell'esercito mauritano. La coppia ha tre figli e tre figlie.